# Brzanka czarnoplama
Brzanka czarnoplama, brzanka czarnoplamka (Dawkinsia filamentosus) – gatunek ryby karpiokształtnej z rodziny karpiowatych (Cyprinidae).

## Występowanie
Wody słodkie i słonawe Indii, Sri Lanki i Birmy. Gatunek introdukowany na Hawajach.

## Wygląd
Nie ma wąsików. U samców promienie płetwy grzbietowej są wydłużone.
Dorasta do 15 cm długości ciała.

## Rozmnażanie
W okresie godowym u samca na górnej szczęce występuje wysypka tarłowa. Tarło odbywa się w dużym zbiorniku w proporcji 2 samce i 4 samice w temperaturze wody ok. 26 °C, pH 7,0 bardzo miękkiej. Samo tarło przebiega burzliwie wśród drobnych roślin pod powierzchnią wody. Aby zapobiec zjadaniu ikry wskazane jest umieszczenie na dnie chroniącej ją siatki.
Po tarle należy tarlaki odłowić, a w zbiorniku dokonać częściowej wymiany wody na świeżą o podobnym składzie chemicznym z dodatkiem błękitu metylenowego.
Narybek wylęga się po około 48 godzinach. Pierwszym pokarmem są larwy solowca. Młode ryby w pierwszych tygodniach są inaczej ubarwione niż dorosłe. Ubarwienie upodabnia się w późniejszym okresie życia, gdy trzecia ciemna pręga przekształci się w czarną plamę, typową dla osobników dorosłych.